# パブロ・カバジェロ
パブロ・カバジェロ（Pablo Cavallero, 1974年4月13日 - ）は、アルゼンチン・ブエノスアイレス州ローマス・デ・サモーラ出身の元サッカー選手。ポジションはゴールキーパー。

## 経歴
1998 FIFAワールドカップ、2002 FIFAワールドカップでアルゼンチン代表メンバー入りしたゴールキーパー。1996年に行われたアトランタオリンピックの代表に選ばれ、銀メダルを獲得している。
彼の登場によりアルゼンチン代表の弱点だと言われ続けてきたゴールキーパーの穴が埋まった。安定感が売りで、セルタ時代はUEFAチャンピオンズリーグでも活躍した。レバンテUDでも2006-07シーズンのプリメーラ・ディビシオン復帰に貢献した。

## 代表歴

### 出場大会
- アルゼンチン代表
  - 1998 FIFAワールドカップ (ベスト8)
  - 2002 FIFAワールドカップ (グループリーグ敗退)

### 試合数
- 国際Aマッチ 26試合 0得点（1996年-2004年）[1]

| アルゼンチン代表 | 国際Aマッチ | 国際Aマッチ |
| 年               | 出場        | 得点        |
| ---------------- | ----------- | ----------- |
| 1996             | 2           | 0           |
| 1997             | 0           | 0           |
| 1998             | 2           | 0           |
| 1999             | 0           | 0           |
| 2000             | 1           | 0           |
| 2001             | 2           | 0           |
| 2002             | 5           | 0           |
| 2003             | 9           | 0           |
| 2004             | 5           | 0           |
| 通算             | 26          | 0           |